# Phyllanthus chrysanthus
Phyllanthus chrysanthus är en emblikaväxtart som beskrevs av Henri Ernest Baillon. Phyllanthus chrysanthus ingår i släktet Phyllanthus och familjen emblikaväxter.
Artens utbredningsområde är Nya Kaledonien.

## Underarter
Arten delas in i följande underarter:
- P. c. chrysanthus
- P. c. deverdensis
- P. c. micrantheoides